# Marreon Jackson
Marreon Jamar Jackson (Cleveland, Ohio; 29 de octubre de 1998) es un baloncestista estadounidense que pertenece a la plantilla del Near East B.C. de la A2 Ethniki, el segundo nivel del baloncesto griego. Con 1,85 metros de estatura, juega en la posición de base.

## Trayectoria deportiva

### Universidad
Jugó cuatro temporadas con los Rockets de la Universidad de Toledo, en Ohio, en las que promedió 14,3 puntos, 4,2 rebotes, 4,5 asistencias y 1,4 robos de balón por partido. En su carta temporada en el equipo fue elegido Jugador del Año de la Mid-American Conference.
El 8 de marzo de 2021 anunció su decisión de alargar su carrera universitaria un año más, siendo transferido a los Sun Devils de la Universidad Estatal de Arizona, donde acabó promediando 10,4 puntos y 4,0 asistencias por partido.

#### Estadísticas
| Año     | Equipo        | PJ  | PT  | MPP  | %TC  | %3P  | %TL  | RPP | APP  | ROB | TPP | PPP  |
| ------- | ------------- | --- | --- | ---- | ---- | ---- | ---- | --- | ---- | --- | --- | ---- |
| 2017–18 | Toledo        | 33  | 32  | 29.7 | .405 | .422 | .750 | 2.9 | 2.7  | .8  | .1  | 8.0  |
| 2018–19 | Toledo        | 32  | 31  | 29.2 | .428 | .359 | .772 | 3.9 | 4.2  | 1.4 | .1  | 11.7 |
| 2019–20 | Toledo        | 32  | 32  | 35.3 | .409 | .369 | .816 | 4.3 | 5.4  | 1.5 | .0  | 19.8 |
| 2020–21 | Toledo        | 30  | 30  | 34.2 | .403 | .348 | .904 | 6.1 | 5.9' | 1.8 | .3  | 18.1 |
| 2021-22 | Arizona State | 31  | 17  | 28.6 | .361 | .277 | .808 | 3.9 | 4.0  | 1.7 | .0  | 10.4 |
| Total   | Total         | 158 | 142 | 31.4 | .402 | .354 | .822 | 4.2 | 4.4  | 1.4 | .1  | 13.5 |

### Profesional
Tras no ser elegido en el Draft de la NBA de 2022, firmó su primer contrato profesional con el Fenerbahçe Koleji, el segundo equipo del Fenerbahçe , de la TBL. Allí disputó una temporada, en la que promedió 16,6 puntos, 5,1 rebotes y 4,6 asistencias por partido.
El 19 de julio de 2023 firmó con el CSO Voluntari de la Liga Națională rumana.
Tras un breve paso por Estonia oara jugar en el Kalev/Cramo, el 26 de enero de 2024 firmó por el club griego del Lavrio, de la A1 Ethniki. Jugó solo seis partidos, en los que promedió 4,2 puntos y 2,0 rebotes.
El 28 de agosto de 2024 fichó por el UMF Þór Þorlákshöfn de la Úrvalsdeild karla, la primera divisón de Islandia.
La temporada 2024-25 se incorporó al Near East B.C. de la A2 Ethniki, el segundo nivel del baloncesto griego.